# Alícia Falcó Martínez
Alícia Falcó Martínez   (Barcelona, 14 d'abril de 2003) és una actriu de cinema, teatre i televisió catalana coneguda per la seva interpretació a la pel·lícula Las buenas compañías (2023).

## Biografia
Alícia Falcó va iniciar els primers estudis d'interpretació amb només 8 anys. Ha compaginat els estudis bàsics amb classes de música, solfeig, piano i cant a les escoles l'Antàrtida i Diesi i interpretació a l'Escola Superior d'Art Dramàtic Eòlia (2022) i Laura Jou. També ha estudiat circ i ballet clàssic a diferents escoles barcelonines i ha fet cursos intensius de doblatge i teatre musical.
Les seves primeres aparicions en produccions teatrals van ser el 2012 en un petit paper al musical La família irreal per a la companyia de teatre Dagoll Dagom i el 2013 a la pel·lícula La por dirigida per Jordi Cadena. Poc després va fer la seva primera aparició a la televisió a la sèrie El crac de TV3, dirigida per Joel Joan i Héctor Claramunt, i posteriorment va participar en Gigantes de Movistar+ i Cuéntame cómo pasó de RTVE.
El 2021 va interpretar el paper de Lux a l'obra d'Alícia Gorina Aquell dia tèrbol que vaig sortir d'un cinema de l'Eixample i vaig decidir convertir-me en un om al Teatre Lliure de Barcelona.
El 2022 va representar la Mireia a la pel·lícula 13 exorcismos de Jacobo Martínez. En 2023 va aparèixer en la sèrie d'⁣Atresmedia Nacho i aquell mateix any va interpretar el seu primer paper protagonista en cinema de la mà de Sílvia Munt a Las buenas compañías També el 2023 va participar en la sèrie de RTVE Play Ser o no ser, en la sèrie creada per José Corbacho Un nuevo amanecer d'Atresmedia i va protagonitzar la sèrie Dieciocho de RTVE Play codirigida per Hammudi Al-Rahmoun i Damià Serra.
El 2024 va estar nominada a la millor interpretació revelació als premis Gaudí.
També el 2024 va formar part de l'elenc protagonista de la nova sèrie de Vancouver per a Netflix El refugio atómico, participà en la sèrie Atasco de Rodrigo Sopeña per Amazon Prime Video i va protagonitzar la pel·lícula Dímelo bajito', també d'Amazon Prime, dirigida per Denis Rovira i basada en el llibre del mateix títol de l'escriptora Mercedes Ron.
Al 2025 representa a Ane en la sèrie Esa noche produïda per Txintxua Films per a Netflix basada en la novel·la de Gillian McAllister, creada per Jason George i dirigida per Jorge Dorado i Liliana Torres.

## Filmografia

### Televisió
| Any  | Títol              | Personatge  | Cadena             |
| ---- | ------------------ | ----------- | ------------------ |
| 2014 | El crac            | Alfonsita   | TV3                |
| 2019 | Gigantes           | Sol de jove | Movistar+          |
| 2021 | Cuéntame cómo pasó | Núria       | RTVE               |
| 2023 | Nacho              | Marta       | Atresmedia Player  |
| 2023 | Ser o no ser       | Bruna       | RTVE Play          |
| 2023 | Un nuevo amanecer  | Lola        | Atresmedia Player  |
| 2023 | Dieciocho          | Cèlia       | RTVE Play          |
| 2024 | El refugio atómico |             | Netflix            |
| 2024 | Atasco             | nòvia       | Amazon Prime Video |
| 2025 | Esa noche          | Ane         | Netflix            |

### Cinema
| Any  | Títol                | Personatge | Direcció                    |
| ---- | -------------------- | ---------- | --------------------------- |
| 2013 | La por               | Coral      | Jordi Cadena                |
| 2022 | 13 exorcismos        | Mireia     | Jacobo Martínez             |
| 2023 | Las buenas compañías | Bea        | Sílvia Munt                 |
| 2024 | Dímelo bajito        | Kami       | Denis Rovira (Amazon Prime) |

### Teatre
| Any  | Títol                                                                                            | Direcció      | Dramatúrgia     |
| ---- | ------------------------------------------------------------------------------------------------ | ------------- | --------------- |
| 2020 | Humans, xips i bacteris                                                                          | Joan Vázquez  | Joan Vázquez    |
| 2021 | Aquell dia tèrbol que vaig sortir d'un cinema de l'Eixample i vaig decidir convertir-me en un om | Alícia Gorina | Eleonora Herder |

## Premis i nominacions
| Any  | Premis       | Categoria                      | Pel·lícula           | Resultat |
| ---- | ------------ | ------------------------------ | -------------------- | -------- |
| 2024 | Premis Gaudí | Millor interpretació revelació | Las buenas compañías | Nominada |